# Gundremmingen
Gundremmingen es un municipio situado en el distrito de Gunzburgo, en el estado federado de Baviera (Alemania). Tiene una población estimada, a fines de 2020, de 1352 habitantes.
Está ubicado al oeste del estado, en la región de Suabia, a poca distancia de la frontera con el estado de Baden-Wurtemberg y al sur del río Danubio.
En el municipio hay una planta de energía nuclear que dejó de operar definitivamente el 31 de diciembre de 2021, en el marco de la política del país tendiente al abandono de la producción de ese tipo de energía.